# Flora Murray

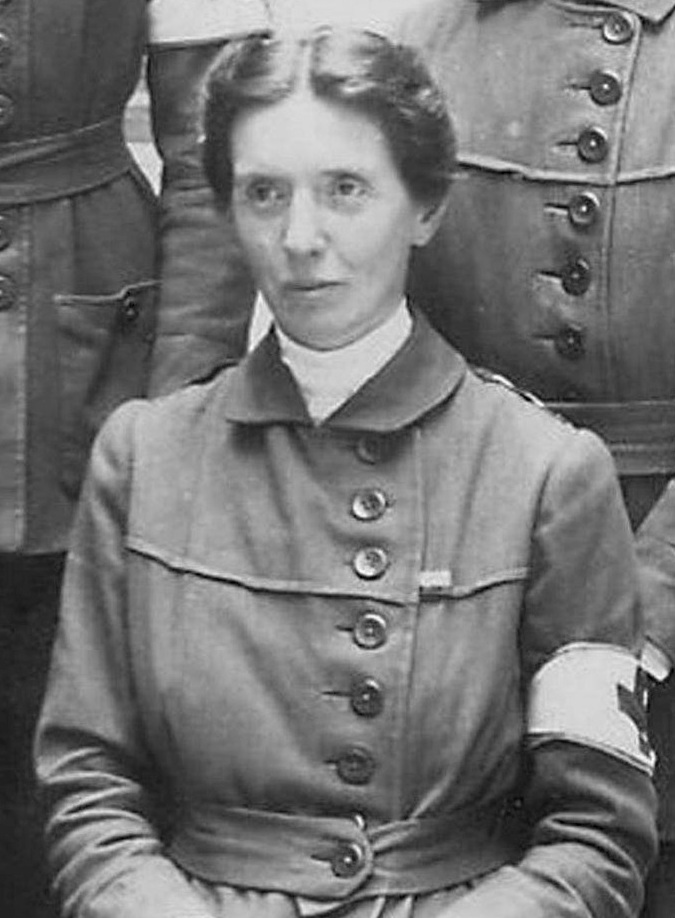
Flora Murray (1914)

Flora Murray (* 8. Mai 1869 in Dalton, Schottland; † 28. Juli 1923 in London) war eine schottische Ärztin und Frauenrechtlerin.

## Leben

### Kindheit
Ihr Vater, John Murray, war pensionierter Marinekommandant und Großgrundbesitzer. Als Flora Murray drei Jahre alt war, verstarb er und hinterließ ihre Mutter Grace Harriet Murray mit den sechs Kindern. Unterrichtet wurde Flora Murray in Edinburgh von einem Privatlehrer sowie in Mädcheninternaten in London und Deutschland, da sie auf Grund ihrer bürgerlichen Erziehung von den Verbesserungen in der Bildung für Mädchen profitieren konnte.

### Ausbildung und Arbeit
Mit 21 Jahren machte sie im Jahr 1890 am London Hospital Whitechapel eine sechsmonatige Ausbildung zur Krankenschwester. Im Jahr 1897 begann sie, Medizin an der London School of Medicine for Women zu studieren. Danach arbeitete sie als medizinische Assistentin in einer Anstalt in Dumfriesshire in Schottland, wobei ihr Beruf schlecht bezahlt und wenig angesehen wurde. Außerdem absolvierte sie ein Medizinstudium an der Durham University, welches sie 1903 mit dem Bachelor of Medicine abschloss. An der University of Cambridge studierte sie weiter und erhielt im Jahr 1905 ihren Doktorabschluss. Nach ihren Abschlüssen arbeitete Murray als Chirurgin am Belgrave Hospital for Children in London und anschließend als Assistenzanästhesistin am Chelsea Hospital for Women.

### Nach dem Krieg
Nach dem Ersten Weltkrieg arbeitete Flora Murray wieder in dem von ihr gegründeten Kinderkrankenhaus, welches im Jahr 1921 jedoch auf Grund von Geldmangel schließen musste. Zudem wurde sie Mitglied in der Six Point Group, welche sich für die Gleichberechtigung einsetzte und so gleiche Rechte, Löhne und Chancen für Frauen forderte. Durch ihre Anstrengungen im Krieg war sie jedoch zu erschöpft, um sich aktiver für das Frauenrecht einzusetzen. Nur gelegentlich besuchte sie 1922 gesellschaftliche und politische Veranstaltungen in London. Ein Jahr später starb sie am 28. Juli an Krebs.

## Wirken

### Suffragette
Da Flora Murray sich gegen die Ungleichheit zwischen Frauen und Männern und gegen die Diskriminierung von Frauen einsetzen wollte, trat sie 1905 der National Union of Women’s Suffrage Societies bei. Ende des Jahres 1908 unterschrieb sie eine Petition, welche von dieser Organisation stammte. Anschließend wurde sie ein aktives Mitglied in der Women’s Social and Political Union. In ihrer Zeit als Suffragette nahm sie nicht an gewalttätigen Aktionen teil und wurde auch nicht verhaftet. Sie sprach jedoch auf öffentlichen politischen Versammlungen über das Wahlrecht sowie auf weiteren Versammlungen über feministische Themen. Außerdem nahm sie an Demonstrationen teil und verarztete die Suffragetten, welche bei diesen verletzt wurden. 1911 beteiligte sie sich am Protest gegen die Volkszählung. Dabei verweigerten die Suffragetten die Volkszählung und stellten sich gegen die Regierung, da diese sich nicht dazu bereiterklärte, den Frauen das Wahlrecht zuzusprechen. Ein Jahr später, 1912, gründeten Flora Murray und Louisa Garrett Anderson das Women’s Hospital for Children, welches für die Behandlung von Arbeiterkindern vorgesehen war. Außerdem boten die beiden Frauen anderen Ärztinnen durch ihr Kinderkrankenhaus in London die Gelegenheit, Erfahrungen in der Kindermedizin zu sammeln. Zudem war Flora Murray keine Unterstützerin der Zwangsernährung, denn sie war der Ansicht, dass diese den Frauen gesundheitlich schade. Gegen die Zwangsernährung führte sie eine Petition, welche von 116 Ärzten und Ärztinnen unterschrieben wurde. Zudem veröffentlichte sie auch Artikel und Broschüren gegen die Zwangsernährung der Suffragetten. Durch ihre Ansicht riskierte Flora Murray ihre Karriere als Ärztin. Zudem kümmerte sie sich um die entlassenen geschwächten Suffragetten in einem Pflegeheim. Nachdem der Cat and Mouse Act verabschiedet wurde, überwachte Scotland Yard im Jahr 1913 die Ärztin, da vermutet wurde, dass Flora Murray den Suffragetten helfe, weitere Verbrechen begehen zu können.

### Der Erste Weltkrieg

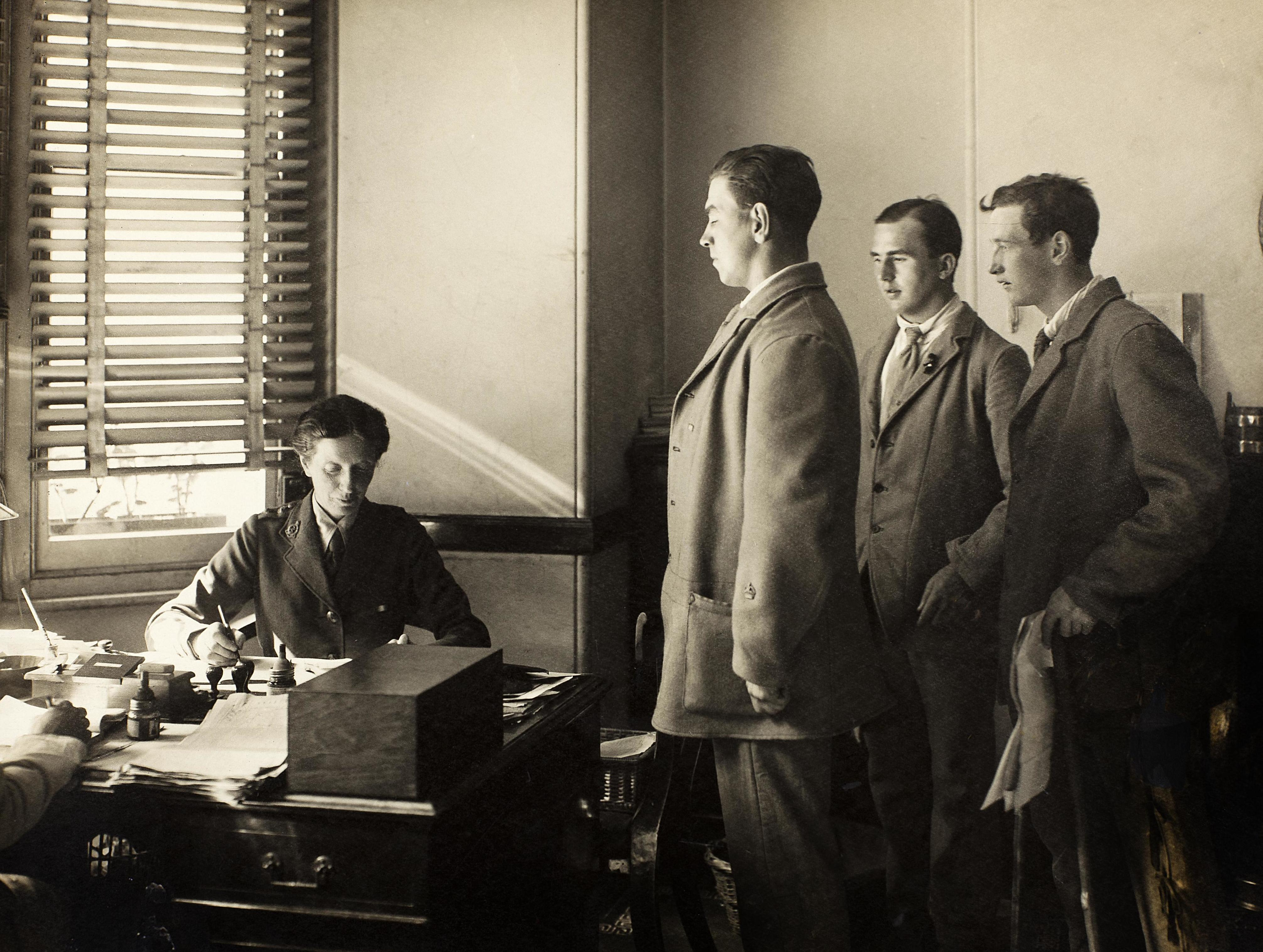
Flora Murray (1915)

Nach dem Kriegsbeginn in dem Jahr 1914 organisierte Flora Murray zusammen mit Louisa Garrett Anderson Hilfspläne für die Nation und rief Frauen auf, sich ihnen anzuschließen. Aus dieser Gruppe bildete sich die erste freiwillige Fraueneinheit, das Women’s Hospital Corps. Die Ärztinnen wollten durch ihre Tätigkeiten ihrem Land im Ersten Weltkrieg helfen und nicht von der Arbeit ausgeschlossen werden. Weil es Ärztinnen in Großbritannien verboten war, Männer zu behandeln, boten sie ihre Dienste in Frankreich an, da das Land nach Unterstützung suchte.

#### Krankenhäuser in Frankreich
Flora Murray und Louisa Garrett Anderson wandten sich so an das französische Rote Kreuz und machten das Angebot, ein Militärkrankenhaus in Paris zu eröffnen. Ihr Vorschlag wurde angenommen und die beiden Ärztinnen fanden ausreichend medizinisch ausgebildete Frauen, um ein gesamtes Krankenhaus besetzen zu können. Zudem entwarfen sie Uniformen und sammelten Spenden für die benötigten Materialien. Am 15. September 1914 machten sich Flora Murray und Louisa Garrett Anderson mit dem Zug und den Mitgliedern des Women’s Hospital Corps auf den Weg nach Frankreich. Vor ihrer Abreise versammelten sich Frauen im Bahnhof London Victoria und bejubelten Flora Murray sowie ihre Gruppe. Im Claridge Hotel in Paris eröffneten sie dann ihr Krankenhaus. Da Flora Murray und die anderen Ärztinnen zuvor nur Frauen und Kinder behandeln durften, mussten sie sich der Medizin anpassen und sich weiterentwickeln. Trotz der mangelnden Erfahrung bei der Behandlung von Männern war das Krankenhaus erfolgreich. So eröffneten Murray und ihre Freundin im November 1914 ein weiteres Krankenhaus in Wimereux. Der Krieg ermöglichte den Ärztinnen mit ihren Taten zu verdeutlichen, dass auch Frauen medizinische Berufe ausüben konnten, auch wenn die überwiegende Meinung war, dass Frauen nicht mit dem Anblick des Blutes sowie Wunden und herausstehenden Knochen zurechtkommen würden. Begutachtet wurden die Krankenhäuser der beiden Ärztinnen sowie deren Arbeit von dem Generaldirektor des Army Medical Services, Sir Alfred Keogh. Auf Grund seiner Erkenntnisse teilte er dem Kriegsministerium die Professionalität, die fortschrittlichen Methoden und die Organisation sowie die gute Hygiene des Krankenhauses mit. Diese Vorgehensweise der beiden Krankenhäuser der Ärztinnen übertraf alle anderen Krankenhäuser.

#### Endell Street Military Hospital
Zu Beginn des Jahres 1915 bekamen Flora Murray und Louisa Garrett Anderson von der britischen Regierung den Auftrag, ein großes heruntergekommenes Arbeitshaus in der Endell Street in London in ein Militärkrankenhaus umzugestalten. Um dem Auftrag nachzugehen, reisten Flora Murray und Louisa Garrett Anderson mit ihrem Krankenhauspersonal zurück nach London, wodurch hauptsächlich Frauen in dem Krankenhaus arbeiteten. Flora Murray, als leitende Ärztin des Krankenhauses, beschäftigte die 180 Mitarbeiterinnen. Beaufsichtigt wurde das Krankenhauspersonal jedoch durch das Kriegsministerium, wobei die Frauen das Gehalt sowie die Vorteile der militärischen Dienstgrade bekamen. Mit dem Motto „Deeds not Words“ hoffte Flora Murray, dass ihre Taten sowie ihr Krankenhaus die Gleichberechtigung der Frauen und deren Fähigkeiten verdeutlichten. Der Erfolg des Militärkrankenhauses wurde von der Gesellschaft gewürdigt. Im Februar des Jahres 1916 besuchten König Georg V. und Königin Mary das Krankenhaus in der Endell Street. Auch in der Presse wurde eine große Anzahl an Berichten verfasst, in denen die Arbeit des weiblichen Krankenhauspersonals gewürdigt wurde. In dem Endell Street Military Hospital von Flora Murray und Louisa Garrett Anderson wurden während der Zeit des Ersten Weltkrieges mehr als 26 000 Soldaten behandelt. Das Krankenhaus wurde erst 1919, ein Jahr nach Kriegsende, geschlossen, um die Bevölkerung, welche an der Spanischen Grippe erkrankte, behandeln zu können.

## Ehrungen
1917 wurde sie Commander of the Most Excellent Order of the British Empire.
Der Künstler Francis Dodd malte 1921 ein Porträt von Flora Murray.
Seit dem 9. Mai 2022 ist sie auf dem 100-Pfund-Schein der Bank of Scotland abgebildet. Ihr Porträt ist auf der Rückseite des Scheines zu sehen. Um Flora Murrays Bedeutung für die Ärztinnen sowie ihren Kampf für die Frauenrechte zu veranschaulichen, ist zusätzlich zu ihrem Porträt ein Bild mit Frauen des Krankenhauspersonals, welche eine Trage vor dem Endell Street Hospital in London tragen, zu sehen.